# Destiny Rides Again
Destiny Rides Again is de twaalfde aflevering van het derde seizoen van het tienerdrama Beverly Hills, 90210, die voor het eerst werd uitgezonden op 4 november 1992. De titel geeft een referentie aan Destry Rides Again (1939), een film met Marlene Dietrich en James Stewart.

## Verhaal
Als Rick, Brenda's liefje uit Parijs, nu haar ook tegenkomt in Beverly Hills, bloeit hun romance opnieuw op. Hiermee wordt haar relatie met Dylan opnieuw op de proef gesteld. Andrea maakt een tragedie mee als ze wordt aangereden. De bestuurder van de auto gaat er vervolgens vandoor en ze heeft moeite te herinneren wie het was.
Ondertussen groeit de relatie tussen David en Donna nog meer. Donna begint zich schuldig te voelen als David dolgraag seks wil. Zij wil er namelijk mee wachten tot het huwelijk. Nikki weet vier kaartjes te krijgen voor een talkshow van Rosie O'Donnell en neemt Brandon, David en Donna mee. Hier worden ze vragen gesteld over intieme onderwerpen, zoals aids en seks.
Steve krijgt de resultaten van zijn SAT-test terug en ontdekt dat hij verschrikkelijk gepresteerd heeft. Hij haalt Herbert over om in de school te breken om de cijfers te veranderen, maar wordt betrapt door de conciërge.

## Rolverdeling
- Jason Priestley - Brandon Walsh
- Shannen Doherty - Brenda Walsh
- Jennie Garth - Kelly Taylor
- Ian Ziering - Steve Sanders
- Gabrielle Carteris - Andrea Zuckerman
- Luke Perry - Dylan McKay
- Brian Austin Green - David Silver
- Tori Spelling - Donna Martin
- Carol Potter - Cindy Walsh
- James Eckhouse - Jim Walsh
- Joe E. Tata - Nat Bussichio
- Dana Barron - Nikki Witt
- Ann Gillespie - Jackie Taylor
- Dean Cain - Rick
- Rosie O'Donnell - Zichzelf
- Gregory Itzin - Vader Chris
- Cory Tyler - Herbert Little